# 4710 Вейд
4710 Вейд (4710 Wade) — астероїд головного поясу. Відкритий Робертом Макнотом 4 січня 1989 року. Названий на честь його друга Вейда Річарда Батлера.
Тіссеранів параметр щодо Юпітера — 3,621.